# Oszmán építészet

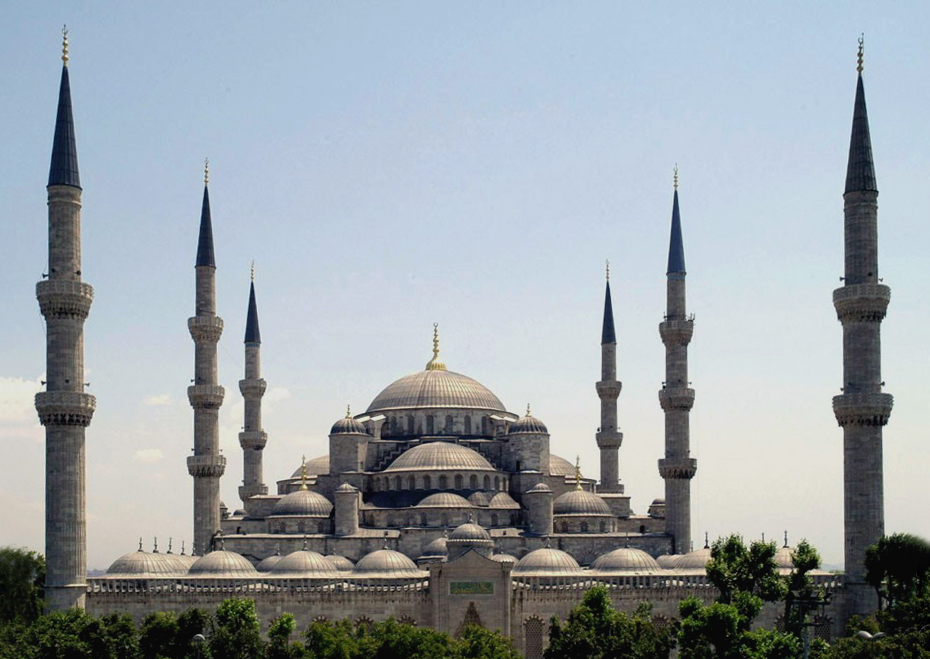
A Ahmed szultán mecsetje, más néven a Kék mecset Isztambulban

Az oszmán-török építészet létrejöttének színhelyén, Anatóliában két magasan fejlett építészeti kultúra élt egymás mellett, a Bizánci Birodalom és a Szeldzsuk-dinasztia kultúrája, a tágabb környezetben pedig a Irán és az arabok építészete. Az oszmán-török építészet a helyi előzmények mellett természetesen szorosan kapcsolódik az iszlám építészethez, de a 15. század elejétől egyre inkább saját társadalmának szükségletei határozták meg.
Az építészet a török birodalom egyik legsikeresebb kulturális ágazata lett, mivel – más tudományoktól, művészeti ágaktól eltérően – a vallás nem akadályozta a fejlődését, sőt az államnak és a gazdag magánembernek egyaránt a kötelességévé tette a hit és az elesettek szolgálatát az építkezések révén is.
Az építőművészet nem reagált olyan érzékenyen a birodalom stagnálására, majd hanyatlására sem, mint a tudományok. 

## Története

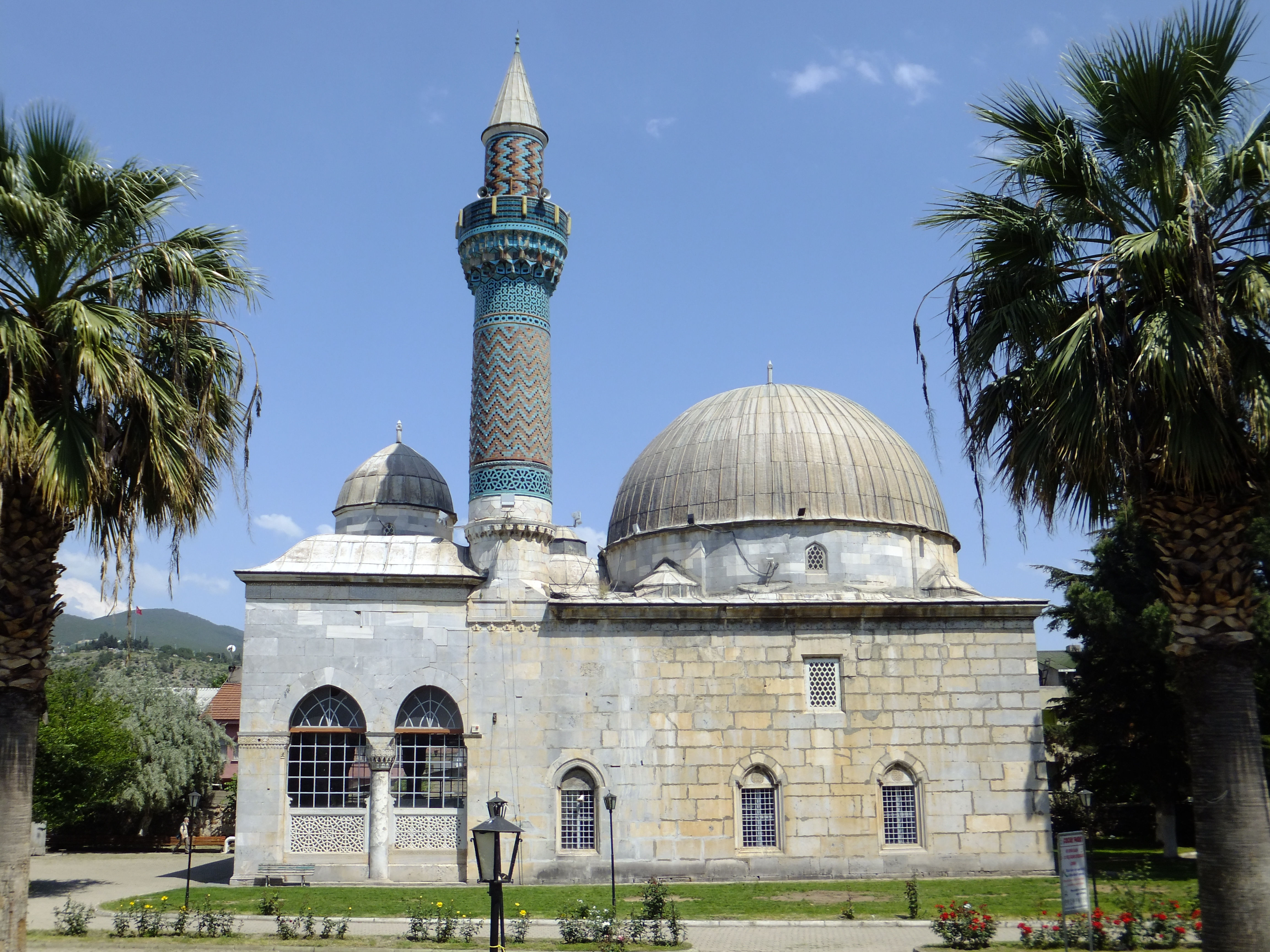
Az egyik legkorábbi dzsámi İznikben (1378–1391). A fő termet egyetlen nagy kupola fedi (jobbra), a bejárat előtti portikuszt kisebb kupolák borítják (balra)

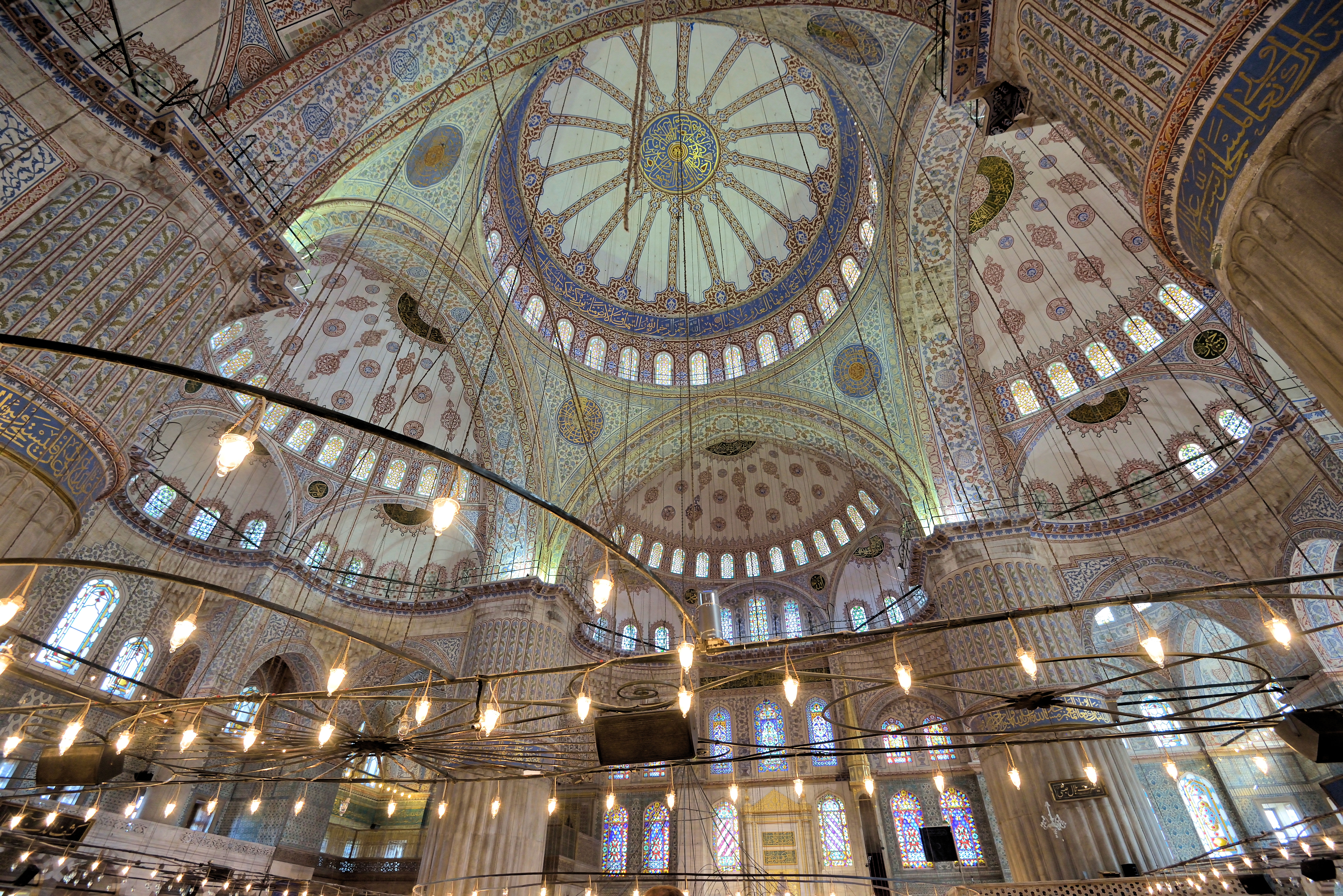
A Kék mecset kupolája belülről

Az oszmán építőművészet első jelentős alkotásai a kultikus építészetben születtek. A dzsámi sziluettjében felsejlik a kerek nomád sátrak formája is, amint Isztambul nagy szerelmese, Kós Károly is rámutatott. A templomok, a szultáni engedéllyel alapított és a pénteki ima elmondására kijelölt dzsámik és a kisebb mecsetek már a korai időkben határozottan különböztek az oszlopokkal osztott belső terű arab, illetve a négyszögű udvar oldalainak közepén elhelyezett négy épület együtteséből álló iráni dzsámiktól egyaránt.
A korai török dzsámik, mecsetek három típusú alaprajz szerint épültek: téglalap, négyzet vagy T alakú, alaprajzot követtek (a téglalap a korábbi szeldzsuk templomok legáltalánosabb alaprajzi formája volt). Az İznikben, Burszában és Edirnében emelt legrégibb dzsámik mellett már megjelentek a későbbi oszmán templomi együttesek legfontosabb jellegzetességei, a főépület sarkán álló minaret, előtte az előcsarnok vagy négyszögletes, árkádos udvar, mögötte a sírkert.
A három alaprajzi típus közül a centrális kupolával fedett négyzet alapú épület lett a leggyakoribb. Ennek a kifejlődéséhez Hagia Szophia kétségtelenül meghatározó ösztönzést adott, azonban az oszmán építészet lényegesen továbbfejlesztette ezt a példát. A Hagia Szophia külseje ugyanis méltatlan a nagyszerű belsőhöz, az épület tömege nehézkes. Az oszmán-törökök a szerkezet belső logikáját kivetítették a külsejére is, harmóniát hoztak létre a belső tér és a külső látvány között. Az oszmán dzsámik az alsó zömök, teherviselő szerkezeti tagoktól felfelé könnyebbé, áttörtebbé, levegősebbé válnak
egészen az ablakkoszorú által megvilágított főkupoláig. A főkupola tömegének ferde irányú nyomását mozgáskomponensét lefelé és kifelé mind kisebb és karcsúbb elemekben oszlatja el, egészen a külső pilléreket bekerítő árkádokig, amint azt jól mutatja az edirnei Szelim-mecset (1574), majd a Kék mecset (1616) Isztambulban.
A legnagyobb dzsámik vallási, tudományos és népjóléti központok voltak. A szorosabban vett vallási jellegű épületeke köré sokféle épületet emeltek, köztük medreszét könyvtárral, orvosképző intézetet kórházzal, fürdőt.
Nagy számban készültek katonai, közlekedési, kereskedelmi és szociális építmények is szerte a birodalomban.  Az utazók – kereskedők, követek, futárok – szállásának épültek az egynapi járóföldre telepített egy- vagy többszintes karavánszerájok. A nagyvárosok kereskedelmi centrumai, a kupolák erdejével fedett, óriási árucsarnokok, mint az isztambuli Fedett Bazár a török világi építészet jeles alkotásai. A városokban szociális célú építményeket is emeltek, vízvezetékeket, közkutakat és közfürdóket, szegényházakat, ingyenkonyhákat létesítettek.
A 15. század végéig a nagyobb építészeti műalkotások néhány nagyobb városban épültek fel, ezután főleg a fővárosra koncentrálódtak. Isztambul ma is épen álló legrégibb nagytemplomát, a Bajazid-dzsámit II. Bajazid oszmán szultán építtette és 1506-ban fejezték be.
A vallásos építészet a közel száz évet élt és sokat alkotó Szinán életművében ért a csúcsára. Szinán több mint 300 építményt tervezett szerte a birodalomban. Közülük az isztambuli Şehzade-mecset és a Szulejmán-mecset, illetve az edirnei Szelim-mecset a legnevezetesebbek. Szinán iskolát teremtett; utána a templomok építészeti képe sokáig nem változott, csak részleteik finomodtak (Ahmed szultán mecsetje).
A fővároson kívüli nagyvárosok dzsámijai kissé lemaradtak méreteikben és kivitelezésükben, vidéken, különösen az európai tartományokban pedig inkább csak szerényebb vallási épületek jöttek létre. A balkáni és magyarországi templomok építésében a török állam alig vállalt részt, azokat a hosszabb ideig helyben szolgáló magas rangú tisztviselők finanszírozták. Az oszmán államban rendszeresen cserélgették a helyi vezető tisztségviselőket, hogy ne eresszenek túlságosan mély gyökereket. Ezért egy-egy nagyúr gyakran egymás után több helyen is építkezett, valószínűleg ugyanazokkal az építészekkel. Ez is hozzájárult ahhoz, hogy nem csak a stílus, hanem gyakran a kisebb-nagyobb építészeti megoldások is azonosak voltak birodalom-szerte.
A Balkán-félszigeten megmaradt néhány T alaprajzú dzsámi, de a terület egészén két alaprajzi változat élt. Az ősibb és egyszerűbb  téglalapra emelt síkfödémű, esetleg sátortetejű épület, amelynek főhomlokzatához nyitott előcsarnok csatlakozik. A másik, amely a 16. századra a leggyakoribb lett, a kupolával záródó négyzet alakú épület, amelyhez a főhomlokzat elé kisebb kupolákkal fedett, három boltszakaszos előcsarnok kerül. Mindkét típus mellé minaretet építettek. A fővárosi szultán-dzsámik színes csempékből kirakott falburkolatait itt festett feliratok, virág- és indadíszek, geometrikus motívumok helyettesítették. A templomok leggyakrabban az oktatásnak is helyet adtak, csak a gazdagabb alapítványokban (vakufok) voltak erre külön épületek.
A Balkánon, a mely a hadak felvonulásának, követek, futárok, kereskedők sűrűmozgásának a terepe volt,  gyakoriak voltak az utazást szolgáló világi építmények. A magyarországi török hódoltsági terület azokban közel volt a fronthoz, a szakadatlan összecsapások vidékéhez, ezért időtálló polgári építményeket csak a védettebb városokban emeltek. A városi muszlim lakosság szükségleteire építettek
közfürdőket, mint Budán a Duna-parti hőforrások mellett. Nyugat-Európától eltérően azonban a városokban sem épültek polgárházak, magánpaloták, mivel az ázsiai típusú társadalomban egyéni létbizonytalanság uralkodott: a gazdagok is a szultán rabszolgái voltak és soha nem bízhattak teljesen abban, hogy másnap is meglesz még tulajdonuk és életük.